# 1000-km-Rennen von Zeltweg 1974

Streckenlayout des Österreichrings 1974

Das sechste  1000-km-Rennen von Zeltweg, auch 1000 km Österreichring, Zeltweg, Österreichring, fand am 30. Juni 1974 auf dem Österreichring statt und war der sechste Wertungslauf der Sportwagen-Weltmeisterschaft dieses Jahres.

## Das Rennen
Im Unterschied zum 1000-km-Rennen des Vorjahres, bei dem nur 18 Fahrzeuge am Start waren, stieg die Zahl der Teilnehmer 1974 wieder auch beachtliche 36 Starter, die schlussendlich ins Rennen gingen. Insgesamt waren 43 Teams gemeldet. Nach dem Rückzug von Ferrari aus der Weltmeisterschaft Ende 1973 mussten sich deren Werksfahrer um neue Verträge umschauen, wenn sie in der Sportwagen-Weltmeisterschaft bleiben wollten. Trotz des Rückzugs von Ferrari war für Vielfalt an Fahrzeugen in den drei Klassen – Sportwagen bis 3-Liter-Hubraum, Sportwagen bis 2-Liter-Hubraum und GT-Fahrzeuge – gesorgt.
Beim Duell um den Gesamtsieg waren die Werks-Matra MS670 den Alfa Romeo 33TT12 sowohl in der Leistung, als auch bei der Standfestigkeit überlegen. Autodelta hatte zwar das Eröffnungsrennen der Saison, das 1000-km-Rennen von Monza, mit den Fahrern Arturo Merzario und Mario Andretti, für sich entscheiden können, aber dann folgten vier Erfolge von Matra in Serie. In Spa siegten Jean-Pierre Jarier und Gastfahrer Jacky Ickx. Beim 1000-km-Rennen auf der Nordschleife des Nürburgrings teilte sich Jarier das Cockpit mit Jean-Pierre Beltoise. In Imola und in Le Mans siegten Henri Pescarolo und Gérard Larrousse. Neben Matra und Alfa Romeo hatten die Gulf GR7 genauso nur Außenseiterchancen wie die Werks-Porsche Carrera RSR.
Vier Trainingseinheiten zu jeweils 90 Minuten wurden gefahren, und Henri Pescarolo erzielte im Matra mit einer Zeit von 1.35.879 die Pole-Position. Dies entsprach einer Durchschnittsgeschwindigkeit von 221,732 km/h. Im Rennen gaben die Werks-Matra das Tempo vor. Nur der Alfa Romeo von Rolf Stommelen und Carlos Reutemann konnte bis Mitte des Rennens in der gleichen Runde wie der Pescarolo/Larrousse-Matra bleiben, fiel nach 104 Runden jedoch aus. Die beste Platzierung für einen der beiden Ligier JS2 war der sechste Rang im Rennen, beide Wagen kamen aber nicht ins Ziel. Am Ende feierten Pescarolo und Larousse ihren dritten Saisonsieg und hatten am Schluss drei Runden Vorsprung auf den Alfa Romeo von Carlo Facetti und Andrea de Adamich.

## Ergebnisse

### Schlussklassement
| 1                  | S 3.0    | 5  | Equipe Gitanes             | Henri Pescarolo Gérard Larrousse                   | Matra-Simca MS670C  | 170 |
| 2                  | S 3.0    | 3  | Autodelta SpA              | Carlo Facetti Andrea de Adamich                    | Alfa Romeo 33TT12   | 167 |
| 3                  | S 3.0    | 6  | Equipe Gitanes             | Jean-Pierre Beltoise Jean-Pierre Jarier            | Matra-Simca MS670C  | 166 |
| 4                  | S 3.0    | 4  | Gulf Racing                | Mike Hailwood Derek Bell                           | Gulf GR7            | 166 |
| 5                  | S 3.0    | 1  | Autodelta SpA              | Jacky Ickx Arturo Merzario Vittorio Brambilla      | Alfa Romeo 33TT12   | 152 |
| 6                  | S 3.0    | 7  | Martini Racing             | Gijs van Lennep Herbert Müller                     | Porsche 911 Carrera | 151 |
| 7                  | S 2.0    | 23 | Forge Hill Racing          | Richard Scott Rafael Barrios                       | Chevron B26         | 148 |
| 8                  | S 2.0    | 25 | James Bell                 | Ian Harrower Richard Jones                         | Chevron B26         | 147 |
| 9                  | GT + 2.0 | 33 | Porsche Kremer Racing      | Paul Keller Erwin Kremer Hans Heyer                | Porsche Carrera RSR | 146 |
| 10                 | GT + 2.0 | 32 | Porsche Kremer Racing      | Hans Heyer Reine Wisell Paul Keller                | Porsche Carrera RSR | 146 |
| 11                 | GT + 2.0 | 35 | Gelo Racing                | Georg Loos Tim Schenken                            | Porsche Carrera RSR | 145 |
| 12                 | GT + 2.0 | 34 | Gelo Racing                | Jürgen Barth Franz Pesch Clemens Schickentanz      | Porsche Carrera RSR | 145 |
| 13                 | GT + 2.0 | 41 | Hartwig Bertrams           | Hartwig Bertrams Bengt Ekberg                      | Porsche Carrera RSR | 145 |
| 14                 | GT + 2.0 | 35 | Rebaque-Rojas Racing       | Héctor Rebaque Guillermo Rojas Fred van Beuren     | Porsche Carrera RSR | 144 |
| 15                 | S 2.0    | 26 | Dorset Racing Associates   | Tony Birchenhough Manrico Zanuso                   | Lola T294           | 143 |
| 16                 | GT + 2.0 | 36 | Porsche Club Romand        | Claude Haldi Juan Fernández                        | Porsche Carrera RSR | 143 |
| 17                 | GT + 2.0 | 37 | Porsche Club Romand        | Bernard Chenevière Peter Zbinden Edy Brandenberger | Porsche Carrera RSR | 140 |
| 18                 | GT + 2.0 | 31 | Jolly Club                 | Giorgio Schön Giovanni Borri                       | Porsche Carrera RSR | 140 |
| 19                 | S 2.0    | 18 | Paulenco Racing            | John Sheldon John Sabourin                         | March 75S           | 140 |
| Disqualifiziert    |          |    |                            |                                                    |                     |     |
| 20                 | S 3.0    | 8  | Martini Racing             | Helmut Koinigg Manfred Schurti                     | Porsche 911 Carrera | 33  |
| Ausgefallen        |          |    |                            |                                                    |                     |     |
| 21                 | S 3.0    | 2  | Autodelta SpA              | Rolf Stommelen Carlos Reutemann                    | Alfa Romeo 33TT12   | 104 |
| 22                 | S 3.0    | 10 | Joest Racing               | Reinhold Joest Willi Kauhsen                       | Porsche 908/03      | 71  |
| 23                 | S 3.0    | 14 | Automobiles Ligier         | Alain Serpaggi Jean-Pierre Jaussaud                | Ligier JS2          | 58  |
| 24                 | S 2.0    | 29 | Escuderia Montjuich        | Hervé LeGuellec Roger Heavens                      | Lola T294           | 44  |
| 25                 | S 2.0    | 24 | KVG Racing                 | Ian Grob John Hine                                 | Chevron B26         | 42  |
| 26                 | S 2.0    | 19 | Paulenco Racing            | Roy Johnson Alan Stubbs                            | March 74S           | 28  |
| 27                 | GT + 2.0 | 38 | Claude Buchet              | Claude Ballot-Léna Bob Wollek                      | Porsche 911 Carrera | 26  |
| 28                 | S 2.0    | 52 | John Blanckney             | Martin Raymond Alois Müller                        | Skorpion JB5        | 3   |
| 29                 | S 3.0    | 12 | Automobiles Ligier         | François Migault Guy Chasseuil                     | Ligier JS2          | 2   |
| 30                 | S 3.0    | 15 | Kurt Hild                  | Hans Müller-Perschl Eberhard Braun                 | KMW SP30            | 2   |
| 31                 | S 3.0    | 14 | Rosenheim Motor Sport Club | Kurt Hild Manfred Anspann                          | KMW SP30            | 2   |
| 32                 | S 3.0    | 9  | Joest Racing               | Laurent Ferrier Paul Blancpain                     | Porsche 908/03      |     |
| 33                 | S 2.0    | 20 | Scato                      | Michel Dupont Christine Beckers                    | Chevron B26         |     |
| 34                 | S 3.0    | 22 | Ecurie Ecosse              | Robin Smith Richard Robarts                        | Chevron B23         |     |
| 35                 | GT + 2.0 | 39 | Hanno Maurer-Stroh         | Hanno Maurer-Stroh Werner Ausserhofer              | Porsche Carrera RSR |     |
| 36                 | S 5.0    | 50 | Peter Long                 | Peter Long Richard Lloyd                           | Chevron B23         |     |
| Nicht qualifiziert |          |    |                            |                                                    |                     |     |
| 37                 | S 2.0    | 28 | Dinamo Zagreb              | Goran Strok Veco Holjevac Robert Lang              | Chevron B23         | 1   |
| 38                 | GT + 2.0 | 42 | Palladio                   | Girolama Capra Silvano Frisori                     | Porsche Carrera RSR | 2   |
| 39                 | S 2.0    | 51 | Kurt Rieder                | Kurt Rieder Otto Stuppacher                        | Chevron B23         | 3   |

1 nicht qualifiziert
2 nicht qualifiziert
3 nicht am Training teilgenommen

### Nur in der Meldeliste
Hier finden sich Teams, Fahrer und Fahrzeuge, die ursprünglich für das Rennen gemeldet waren, aber aus den unterschiedlichsten Gründen daran nicht teilnahmen.
| Pos. | Klasse   | Nr. | Team             | Fahrer                          | Chassis             |
| ---- | -------- | --- | ---------------- | ------------------------------- | ------------------- |
| 40   | S 3.0    | 11  | Joest Racing     | Philipp Gantner                 | Lola T292           |
| 41   | S 2.0    | 21  | Arian Automotive | John Markey Ian Bracey          | Lola T210           |
| 42   | S 2.0    | 27  | Peter Smith      | David Welpton Peter Smith       | Chevron B23         |
| 43   | GT + 2.0 | 30  | Basilea          | Peter Zbinden Edy Brandenberger | Porsche 911 Carrera |

### Klassensieger
| Klasse   | Fahrer          | Fahrer           | Fahrzeug            | Platzierung im Gesamtklassement |
| -------- | --------------- | ---------------- | ------------------- | ------------------------------- |
| S 3.0    | Henri Pescarolo | Gérard Larrousse | Matra-Simca MS670C  | Gesamtsieg                      |
| S 2.0    | Richard Scott   | Rafael Barrios   | Chevron B26         | Rang 8                          |
| GT + 2.0 | Gijs van Lennep | Herbert Müller   | Porsche 911 Carrera | Rang 7                          |

### Renndaten
- Gemeldet: 43
- Gestartet: 39
- Gewertet: 19
- Rennklassen: 3
- Zuschauer: unbekannt
- Wetter am Renntag: warm und trocken
- Streckenlänge: 5,911 km
- Fahrzeit des Siegerteams: 4:51:20,270 Stunden
- Gesamtrunden des Siegerteams: 170
- Gesamtdistanz des Siegerteams: 1004,870 km
- Siegerschnitt: 206,950 km/h
- Pole Position: Henri Pescarolo – Matra-Simca MS670C (#5) – 1:35,870 = 221,732 km/h
- Schnellste Rennrunde: Jacky Ickx – Alfa Romeo 33TT12 (#1) – 1:35,810 = 222,102 km/h
- Rennserie: 6. Lauf zur Sportwagen-Weltmeisterschaft 1974